# Grebeni u Jabučkoj kotlini
Grebeni u Jabučkoj kotlini este o arie protejată (sit de importanță comunitară — SCI) din Croația întinsă pe o suprafață de 1.078,33 ha, integral marine.

## Localizare
Centrul sitului Grebeni u Jabučkoj kotlini este situat la coordonatele 43°09′58″N 15°11′20″E / 43.166°N 15.189°E.

## Înființare
Situl Grebeni u Jabučkoj kotlini a fost declarat sit de importanță comunitară în septembrie 2015 pentru a proteja un număr necunoscut de specii din flora spontană și fauna sălbatică aflate în arealul zonei.

## Biodiversitate
Situată în ecoregiunea marină mediteraneană, aria protejată conține 1 habitat natural: Recifuri.
La baza desemnării sitului se află un număr nedeclarat de specii protejate.